# Dispozitiv de stocare magneto-optic

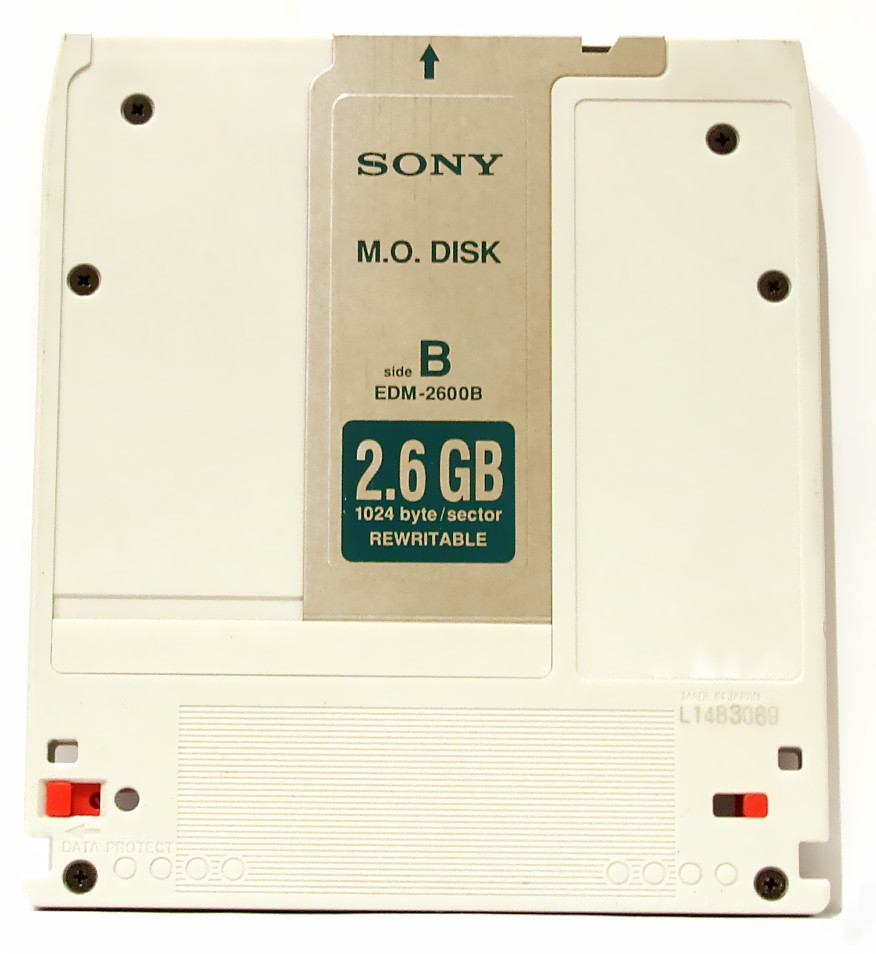
Disc magneto-optic de 130 mm, 2,6 GB.

Dispozitivele de stocare magneto-optice (MO) sunt dispozitive de stocare a datelor pe un purtător de date special, folosind efecte magnetice și optice. Se utilizează în special pentru copiile de siguranță (în engleză: backup) ale fișierelor de calculator. Aceste dispozitive pot stoca cantități relativ mari de date. Un disc magneto-optic are un aspect similar cu o dischetă magnetică de 3,5 țoli (aproximativ 90 mm) și o dimensiune puțin mai mare decât aceasta. Spre deosebire de dischete, care puteau stoca până la 2,88 MB, un disc magneto-optic poate stoca o cantitate mult mai mare de date, variind de la 100 MB pană la câțiva GB . În ceea ce privește viteza de acces la date, discurile MO sunt mai rapide decât dischetele, dar mai lente decât unitățile de disc dur .
Produsele ce folosesc tehnologii de înregistrare magneto-optice au fost lansate spre comercializare încă din anul 1989, producătorii principali fiind: Fujitsu, Sony, Konica și Olympus .
Aceste dispozitive sunt încă populare în unele țări precum Japonia, în timp ce în Europa și în Statele Unite nu mai sunt utilizate.

## Aspecte tehnice

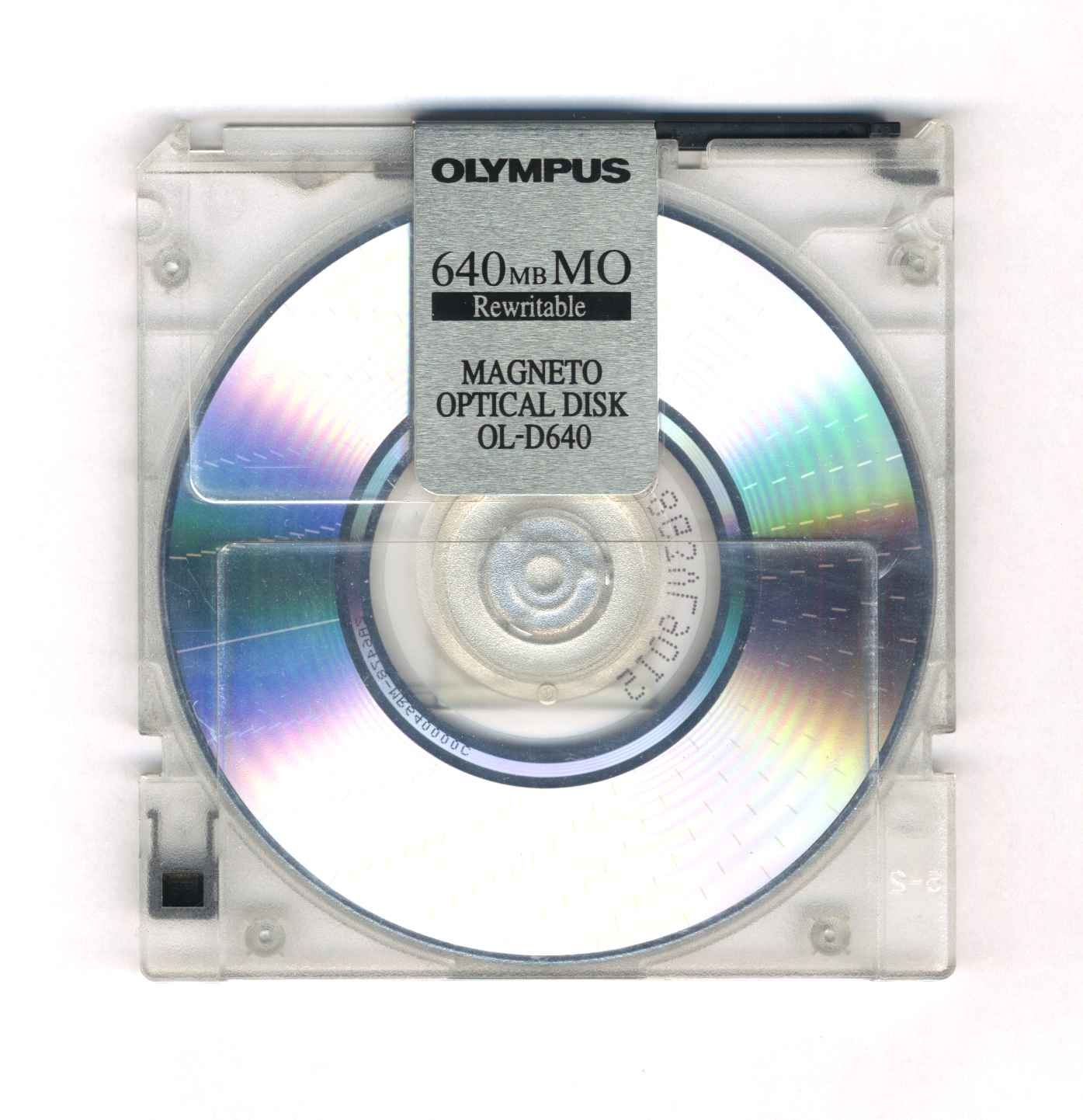
Disc magneto-optic de 90 mm, 640 MB.

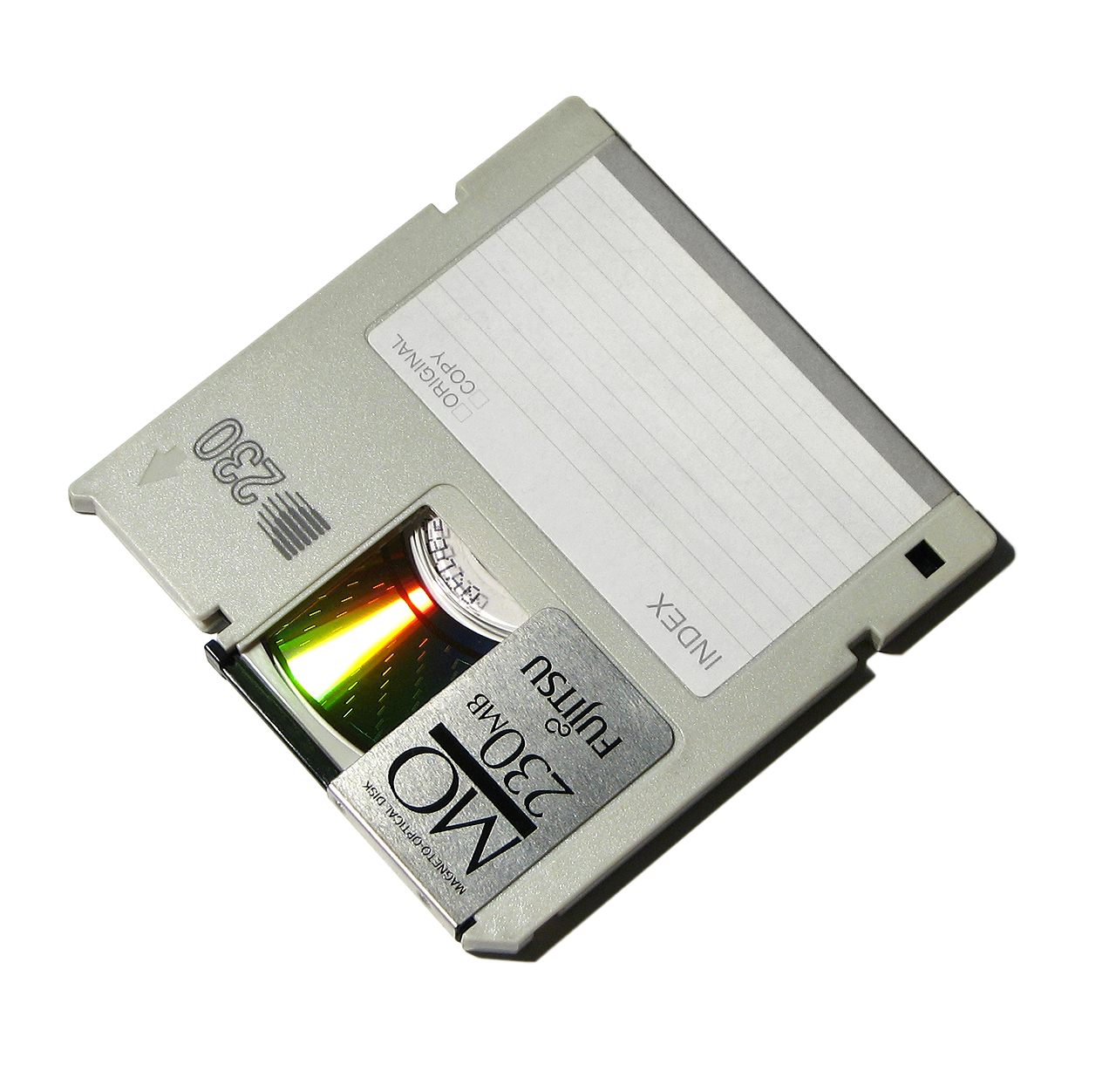
Disc magneto-optic Fujitsu 90 mm, 230 MB.

Discul este realizat dintr-un material feromagnetic, sigilat și învelit în material plastic. În timpul citirii sau înregistrării nu există contact fizic cu suprafața discului. În timpul citirii se proiectează pe disc un fascicul de lumină laser; lumina reflectată variază în funcție de starea magnetică a suprafeței (datorită efectului Kerr magneto-optic). În timpul înregistrării, puterea laserului este mărită în așa fel încât temperatura materialului atinge punctul Curie într-un anumit loc. Acest lucru permite unui electromagnet poziționat pe partea opusă a discului să schimbe polaritatea magnetică locală, iar polaritatea este reținută în momentul în care temperatura scade.
Fiecare ciclu de scriere necesită două treceri: una pentru a permite laserului să șteargă suprafața și una pentru a permite magnetului să scrie informația. Astfel, timpul de scriere este de două ori mai mare decât timpul de citire. În 1996 a fost introdusă o tehnologie de suprascriere directă pentru discurile de 90 mm, care evită trecerea inițială corespunzătoare ștergerii. Acest procedeu necesită dispozitive speciale.
De obicei, dispozitivele magneto-optice verifică informația imediat după scrierea ei pe disc și sunt capabile să detecteze și să semnaleze imediat eventualele abateri către sistemul de operare. Prin această verificare scrierea durează, de fapt, de trei ori mai mult decât citirea, dar fiabilitatea dispozitivului este mult mărită (spre deosebire de tehnologiile CD-R și DVD-R care de obicei scriu  informațiile pe discuri fără a verifica ulterior integritatea lor). Folosirea unei unități magneto-optice se aseamănă mai mult cu folosirea unei unități de dischetă, decât cu folosirea unui CD-RW.
În anul 1997 s-a înregistrat un progres considerabil în tehnologia magneto-optică, odată cu lansarea de către compania Plasmon a unității DW260. Aceasta folosea tehnologia de Suprascriere Directă cu Lumină Modulată în Intensitate (Light Intensity Modulated Direct OverWrite) pentru a atinge un nivel superior de performanță.
Discurile de 130 mm aveau capacități ce variau între 650 MB și 9,2 GB, împărțite în câte o jumătate pentru fiecare față a discului. De exemplu, discurile de 2,6 GB aveau o capacitate formatată de 1,2 GB pe față. Discurile de 130 mm aveau întotdeauna o conexiune SCSI. Discurile de 90 mm puteau stoca date doar pe o singură față, capacitățile acestora variind între 128 MB și 2,3 GB, dar erau disponibile cu conexiuni SCSI, IDE și USB.

## Utilizare
Cu toate că nu au fost foarte populare printre utilizatorii particulari (piața principală fiind pentru discurile de 90 mm), discurile de 130 mm au fost folosite pentru stocarea datelor de către firme și corporații. Pentru montarea și demontarea automată a discurilor MO au fost create așa-numite biblioteci optice (în engleză: optic library), precum modelul Hewlett-Packard 40XT. Fiind o unitate ce conținea 16 sau mai multe discuri și fiind conectată prin SCSI la un calculator gazdă, biblioteca necesita un software specializat de arhivare pentru a stoca indecșii datelor și pentru a selecta automat discul necesar. Bibliotecile erau cel mai adesea folosite pentru stocarea documentelor legale și imagisticii medicale, unde  erau necesare fiabilitatea, durata de viață și capacitatea mare de stocare (la vremea aceea). Bibliotecile optice puteau fi folosite și manual pe calculatoare cu Windows 2000 sau XP prin selectarea și ejectarea discurilor folosind serviciul Removable Storage din Computer Management.